# Leptine (orateur)
Pour l'hormone, voir Leptine.
 (décembre 2020).
Leptine, en grec Λεπτίνης, est un orateur athénien, contemporain de Démosthène.
Il avait proposé, pour flatter le peuple, de supprimer des impôts indispensables : Démosthène combattit cette proposition dans un discours que nous possédons: Contre la loi de Leptine.

## Source
Cet article comprend des extraits du Dictionnaire Bouillet. Il est possible de supprimer cette indication, si le texte reflète le savoir actuel sur ce thème, si les sources sont citées, s'il satisfait aux exigences linguistiques actuelles et s'il ne contient pas de propos qui vont à l'encontre des règles de neutralité de Wikipédia.
- Notice dans un dictionnaire ou une encyclopédie généraliste :   - Treccani